# Monika Karkoszka
Monika Karkoszka (ur. 10 listopada 1996) – polska judoczka.
Zawodniczka klubów: KJ Koka Jastrzębie-Zdrój (2011-2015), KS AZS AWFiS Gdańsk (2015-2018), KJ Koka Jastrzębie-Zdrój (2018-nadal). Brązowa medalistka mistrzostw Polski seniorek 2016 w kategorii do 52 kg. Ponadto brązowa medalistka młodzieżowych mistrzostw Polski 2017 i brązowa medalistka mistrzostw Polski juniorek 2015. Wicemistrzyni Polski drużynowo w 2016 oraz brązowa medalistka drużynowych mistrzostw Polski juniorów 2015 i seniorek 2017. Wielokrotna medalistka pucharów Polski i Mistrzostw Śląska. Zawodniczka kadry narodowej.